# Воїни-ягуари

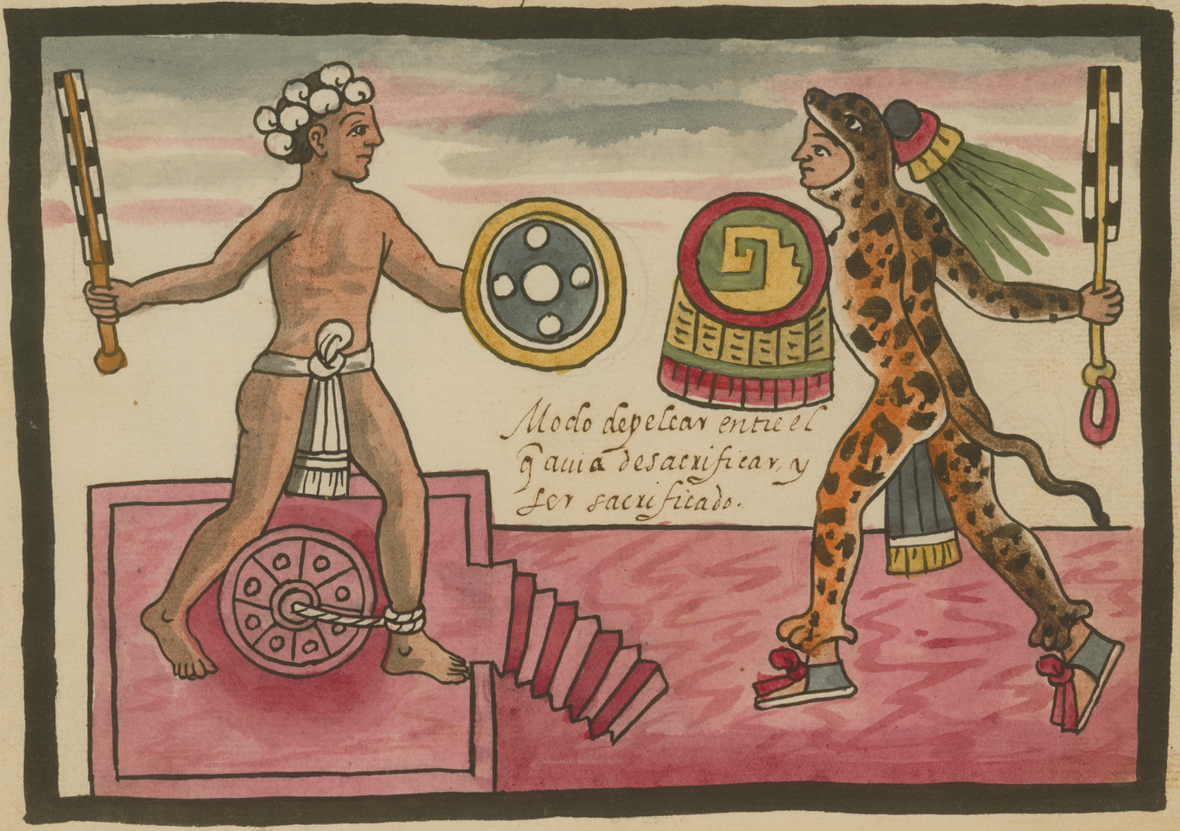
Герць воїна-ягуара з ворогом

Воїни-ягуари (ocēlōtl) — військовий «орден» в Ацтекській імперії, елітний військовий підрозділ ацтеків. Вояки-ягуари були озброєні важкою зброєю, мали власні ритуали та божество-покровителя.

## Характеристика
Були знатного походження, вихідці з нижчих верств суспільства серед них були рідкістю. Втім навіть серед представників знаті не кожен міг стати членом цього ордену. На це отримували право лише найкращі учні, що пройшли відповідну освіту в кальмекак (або тепочкаллі) та відзначилися у боях, захопивши 12 ворогів протягом 2 років. Всі вони були вже одруженими людьми.
Усе життя присвячували виключно війні. Виконували роль на кшталт загонів спеціального призначення або командос і розвідників водночас. Їм доручалося виявити наміри супротивника, визнати кількість війська, проте головним було завдати раптової нічної атаки (звідси символ — ягуар, що асоціювалося із ніччю), перш за все на ставку ворожого тлатоані, якого вбивали або захоплювали у полон (після цього страчували чи приносили у жертву в Теночтітлані). Також брали участь у квіткових війнах.
Вояки-ягуари були наділеними усіма привілеями знаті за народженням. Воїни цього ордена мали своїх богів покровителів — у «воїнів-орлів» ним був Тескатліпока. Їх храм розташовувався у м. Маліналько на пагорбі, був повністю вибито зі скелі, поруч з храмом воїнів-орлів.
Були озброєні атлатлєм, списом, проте основною був макуауітль. Як захист одягали легкі обладунки, поверх яких носили шкіру ягуара, володіли круглими дерев'яними щитами, на голову одягали голову звіра. Ноги воїна були вкриті шкіряними смужками.
Двічі на рік, у березні та грудні, коли наставав день «4 рух» з ацтекського календарного обчислення, воїни-орли відзначали особливо урочисті свята на честь Сонця, влаштовуючи поряд з іншим ритуальні бої з вояками-орлами, що символізувало боротьбу морока і темряви («ягуари») із Сонцем і світлом («орли»).